# 제프리 무타이

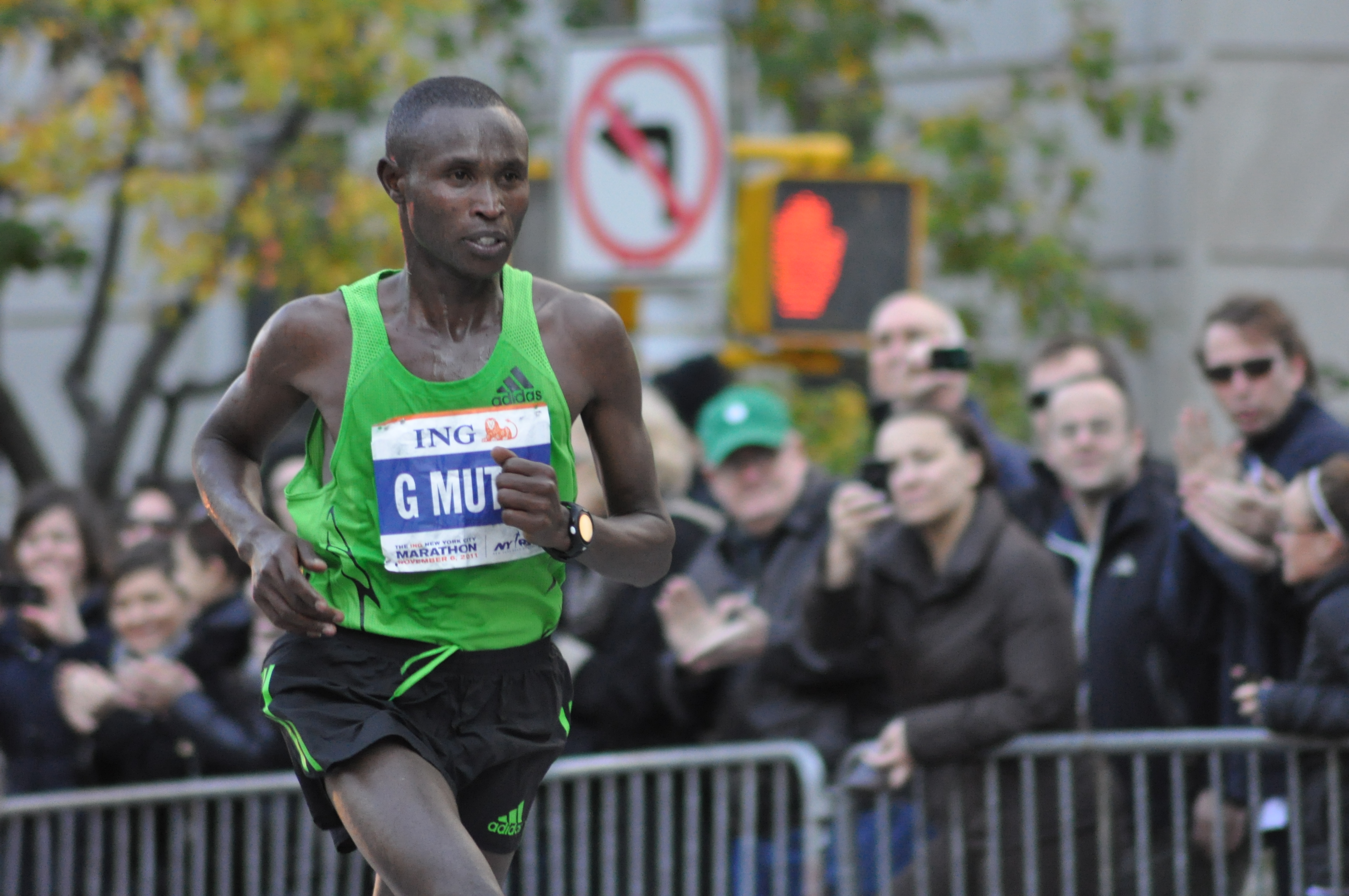
제프리 무타이

제프리 무타이(Geoffrey Mutai, 1981년 10월 7일 ~ )는 케냐의 달리기 선수이다.